# Alistair Coote
Alistair Coote (Bedford, 1998. június 11. –) angol születésű skót korosztályos válogatott labdarúgó, aki jelenleg a Dundee United játékosa.
A skót U17-es labdarúgó-válogatott tagjaként részt vett a 2015-ös U17-es labdarúgó-Európa-bajnokságon.

## Statisztika

### Klub
2015. május 6-i állapot szerint.
| Klub             | Szezon           | Bajnokság | Bajnokság | Kupa    | Kupa  | Ligakupa | Ligakupa | Egyéb   | Egyéb | Összesen | Összesen |
| Klub             | Szezon           | Meccsek   | Gólok     | Meccsek | Gólok | Meccsek  | Gólok    | Meccsek | Gólok | Meccsek  | Gólok    |
| ---------------- | ---------------- | --------- | --------- | ------- | ----- | -------- | -------- | ------- | ----- | -------- | -------- |
| Dundee United    | 2014–15          | 2         | 0         | 0       | 0     | 0        | 0        | 0       | 0     | 2        | 0        |
| Karrier összesen | Karrier összesen | 2         | 0         | 0       | 0     | 0        | 0        | 0       | 0     | 2        | 0        |

## Sikerei, díjai
- Skócia U16
  - Victory Shield: 2013